# Micropora latiavicula
Micropora latiavicula is een mosdiertjessoort uit de familie van de Microporidae. De wetenschappelijke naam van de soort is voor het eerst geldig gepubliceerd in 2007 door Florence, Hayward en Gibbons.